# 眠れぬ夜
「眠れぬ夜」（ねむれぬよる）は小田和正作詞・作曲によるオフコースの曲。1975年12月20日に通算7枚目のシングル、およびアルバム『ワインの匂い』の収録曲として発表された。西城秀樹など様々な歌手にカバーされており、西城秀樹のカバーは27万枚を超えるヒットを記録した。

## オフコースによるオリジナル・シングル

### 解説
「眠れぬ夜」はアルバム『ワインの匂い』と同日発売されたシングルカット曲で、アルバムと同内容。
この曲は小田和正が最初作った時には実はバラード調の曲であったがレコーディングの際、ミディアム・テンポのロック調にアレンジが変更された。この経緯をプロデューサーの武藤敏史は後に以下のように回想している。
結果として、オフコースにとって初のスマッシュ・ヒットを記録した。同曲はベスト・アルバム『SELECTION 1973-78』にも収録され、2016年には小田がオールタイム・ベスト『あの日 あの時』でセルフ・カヴァーした。
西城秀樹のカバー・シングル発売が決まった直後の1980年11月27日、札幌・道新ホールで行われたコンサート「オフコースの小さな部屋」で小田が「ついでなんですが、西城秀樹君が『眠れぬ夜』をシングルにすることになって…」と話すと、会場からエェーッという非難ともとれる声が沸き起こったが、続けて「そういう、ファンの声も考慮に入れて僕が決断を下しました。で、出来上がったものを聴いたら、僕に遠慮してか、えらく地味になってました。ま、楽しみにしててください」とコメントしていた。

### アートワーク、パッケージ
ジャケット写真は『ワインの匂い』と同じ新宿御苑での別カット。裏面には両曲の歌詞のほか「眠れぬ夜」の楽譜が掲載されている。

### 収録曲

#### SIDE A
1. 眠れぬ夜  –  (3'16")
詩[注釈 6] · 曲：小田和正、編曲：オフ・コース、歌：オフ・コース

#### SIDE B
1. 昨日への手紙  –  (3'05")
詩[注釈 6] · 曲：鈴木康博、編曲：オフ・コース、歌：オフ・コース

### 参加ミュージシャン

#### 眠れぬ夜
- 小田和正  –  Lead Vocal, Chorus, Acoustic Piano, Hammond Organ, Arp Synthesizer
- 鈴木康博  –  Vocal, Chorus, Acoustic Guitar
- 山口達也  –  Electric Guitar
- 三浦啓二  –  Electric Bass
- 山本博  –  Drums
- 1975年9月22日 – 25日 東芝EMIスタジオにて録音。

### スタッフ
- プロデュース：武藤敏史

### リリース日一覧
| 地域 | タイトル                | リリース日     | レーベル                        | 規格               | カタログ番号 | 備考 |
| ---- | ----------------------- | -------------- | ------------------------------- | ------------------ | ------------ | --- |
| 日本 | 眠れぬ夜 / 昨日への手紙 | 1975年12月20日 | EXPRESS ⁄ TOSHIBA EMI           | 7"シングルレコード | ETP-20214    | 「眠れぬ夜」「昨日への手紙」とも、アルバムからのシングル・カット。ジャケット裏面には両曲の歌詞のほか「眠れぬ夜」の楽譜を掲載。 |
| 日本 | 眠れぬ夜 / 昨日への手紙 | 2020年6月3日   | USM JAPAN ⁄ UNIVERSAL MUSIC LLC | CD                 | UPCX-4228    | デビュー・シングル『群衆の中で / 陽はまた昇る』からラスト・シングル『夏の別れ / 逢いたい』までを収録した全36枚組CD BOX『コンプリート・シングル・コレクションCD BOX』(UPCY-9918)の中の1タイトル。発表当時のアナログ7インチ・シングルのアートワークを再現した12cm紙ジャケット仕様CD。 |

## 西城秀樹のカバー・シングル
「眠れぬ夜」（ねむれぬよる）は、西城秀樹の36枚目のシングル。1980年12月21日にRCA / RVCから発売された。

### 解説
オフコースの原曲とアレンジはほぼ同じである。当時の最先端であったハーモナイザーで、ボーカルに全面的に機械的な処理を施している。これによりメロディーに合った透明感が生まれる結果となった。
TBS系『ザ・ベストテン』では「勇気があれば」以来の第3位を記録、8週連続のベストテン入りとなった。
オリコンでは最高位10位（100位内15週）にランクイン、売上げ27.1万枚のヒットとなった。

### 収録曲
（全編曲：船山基紀）
1. 眠れぬ夜
作詞・作曲：小田和正
2. 難破船
作詞：山川啓介／作曲：水谷公生

### この頃のできごと
- 1981年1月4日 – 5日 - 大阪・厚生年金会館にて新春コンサートを開催した。

### 収録アルバム
- 『HIDEKI SONG BOOK』

## ビビアン・チョウのカバー・シングル
香港出身の歌手ビビアン・チョウの「眠れぬ夜」（英語: Sleepless Night）は、日本における1枚目の日本語の3インチ・マキシ・シングルとして、1995年6月25日にユニバーサルミュージックからリリースされた。スタジオ・アルバム『気が多いあなた』のリード曲である。

### 収録曲
| #  | タイトル                               | 作詞 | 作曲・編曲 | 備考                           |
| -- | -------------------------------------- | ---- | ---------- | ------------------------------ |
| 1. | 「眠れぬ夜」                           |      |            |                                |
| 2. | 「不相信愛情」                         |      |            | 「眠れぬ夜」広東語ヴァージョン |
| 3. | 「眠れぬ夜（オリジナル・カラオケ）」   |      |            |                                |
| 4. | 「不相信愛情（オリジナル・カラオケ）」 |      |            |                                |